# 일본 검찰심사회
검찰심사회(일본어: 検察審査会)는 지방재판소 또는 그 지부의 소재지에 위치한 중의원 선거권자들로 구성된 기구로서 검찰관(검사)의 부당한 불기소 처분을 억제하기 위해 만들어졌다. 중의원 투표권을 가지면서 무작위로 선정된 시민 11명으로 구성되어, 검찰관의 불기소 처분에 대한 심사나 검찰 사무의 개선에 관한 건의 또는 권고를 담당하고 있다.
일본 검찰심사회법(1948년 7월 12일 법률 제147호)에 근거해 설치되었으며, 초기에는 심사회의 의결이 검찰관에 대한 법적인 구속력을 갖지 않았지만, 2009년 5월 21일부터 시행된 법에 따라 현재는 법적인 구속력을 가져 의결 결과에 따라 기소를 강제할 수 있다.
이 제도는 미국의 대배심 제도를 참조한 것이다.

## 의의
일본은 한국과 마찬가지로 형사소송법상의 기소편의주의에 의해 사건에 대한 불기소처분을 검찰관(검사)의 재량에 따라 할 수 있다. 하지만 고소한 사람이 이에 불복하는 경우 민간인으로 이루어진 검찰심사회에 불기소 처분이 타당한지에 대한 심사를 요청할 수 있으며, 이는 민의를 이용한 기소독점주의에 대한 하나의 견제 방편이다.
일본 검찰심사회에서는 2008년까지 약 15만건의 불기소 사건들을 심사해 그 중 11.3%에 대해 "불기소 부당" 또는 "기소 상당"의 의견으로 의결했고, 검찰은 이 중 1400여건을 기소해 징역 10년형의 중형에 처해진 경우도 있다. 검찰심사회는 미나마타병 사건, 일본항공 350편 하네다해 추락 사건, 일본항공 123편 점보제트기 추락 사건, 에이즈 혈우병 치료제 사건, 토요하마 터널 암반 추락 사건, 유키지루시 집단 식중독 사건, 아카시 불꽃놀이 보도교 사고 및 오자와 이치로 일본 민주당 간사장의 기소 처분 등의 사회적 이목을 끈 사건들을 맡기도 했다.
일본에서는 검찰심사원으로 연간 약 7,300명이 선발되며, 총 54만명이 심사원으로 일해본 경험이 있다.

## 역할
일본 검찰심사회에서는 크게 두 가지의 일을 한다.
- 검찰관이 한 불기소 처분이 타당성을 심사
- 검찰 사무의 개선에 대해 건의, 권고

## 검찰심사원
일본의 검찰심사회는 지방재판소 및 주요 지방재판소 지부에 위치하며, 각 심사회는 11명의 심사원과 11명의 보충원으로 이뤄져있다. 심사원과 보충원은 투표권을 가진 유권자 중 무작위로 선정되며, 임기는 6개월이고 그 구성이 급격히 바뀌는 것을 막기 위해 절반 가량을 3개월마다 바꾼다. 각각의 심사원은 1개월에 평균 1, 2회의 심사 회의에 참석해야 하며, 개개인의 법률적 지식과 관계없이 양식에 근거해 판단하도록 한다.
심사원의 직무를 실시하기 위해 일을 쉰 것 등을 이유로 사업주가 불이익을 주는 것은 금지된다.

### 심사원의 의무
검찰심사원 및 보충원은 다음 세가지의 의무를 갖는다.
- 출석의 의무 - 회의에 소집받을 경우 원칙적으로 출석해야 한다.
- 선서의 의무 - "양심에 따라 공평 성실하게 그 직무를 실시한다"는 선서를 해야 한다.
- 비밀 준수 의무 - 회의에서 얻게 된 구체적 사건의 내용을 외부에 알릴 경우, 6개월 이하의 징역형 또는 50만엔 이하의 벌금형에 처한다.

## 심사 과정
심사는 고소자·고발자, 사건에 대한 청구를 한 사람 또는 범죄 피해자, 피해자가 사망했을 경우에 대해서는 그 배우자, 직계의 친족 또는 형제 자매가 제기할 수 있다. 내란죄와 독점금지법 위반죄를 제외한 형사사건에 대해서만 심사 제기가 가능하며, 업무상 과실치사나 사기 등에 대한 심사가 많이 이뤄지고 있다.
심사는 비공개로 진행되는데, 심사원들은 증인을 부를 수 있고 변호사의 도움이 필요한 경우 요청할 수 있다.
의결은 다수결에 따르며, "불기소가 타당하다"(不起訴相当) 또는 "불기소가 부당하다"(不起訴不当)의 의견을 낼 수 있고, 8명(3분의 2) 이상이 불기소가 부당하다는 의견을 낼 경우, "기소가 타당하다"(起訴を相当)는 조금 더 강력한 의견을 표할 수 있다. "불기소가 부당하다" 또는 "기소가 타당하다"는 의결이 이뤄지면 검찰관은 다시 수사를 실시해서 기소 여부를 검토해야 한다.
2009년 5월 21일 이전에는 의결의 강제력이 없었으나, 이후에는 검찰심사회의 "기소가 타당하다"는 의견에도 불구하고 검찰이 불기소한 뒤 다시 검찰심사회에서 "기소가 타당하다"는 의결을 하는 경우, "기소 의결"이라고 하여 지방재판소에서 공소유지 변호사를 지정해 공소를 제기하도록 했다.